# Maxthon
El Maxthon (abans conegut com a MyIE2) és un navegador gratuït provinent de la Xina per a Windows i basat en el motor de renderització Trident, de l'Internet Explorer, no obstant també pot utilitzar el motor Gecko, del Mozilla Firefox.
Una de les característiques principals del Maxthon és la interfície totalment personalitzable. A més a més inclou més funcions que l'Internet Explorer sense perdre compatibilitat.

## Característiques
- Navegació per pestanyes
- Desa les pestanyes obertes per si hi ha algun problema i el programa s'ha de tancar de sobte.
- Possibilitat de desfer el tancament de pestanyes.
- AD Hunter - un blocador de publicitat: bloca finestres emergents, bànners i anuncis flotants.
- Blocador de Flash, d'applets de Java i d'ActiveX
- Capacitat de canviar el tema
- Pestanyes i interfície personalitzables
- Possibilitat de programar moviments del ratolí
- Barra d'utilitats externes - una barra d'eines que peremet a l'usuari obrir programes de tercers
- Lector d'RSS
- Suport a la majoria de les extensions de l'Internet Explorer.
- Suport parcial al motor Gecko utilitzant un programa de tercers
- Caixa de cerca amb vuit cercadors diferents (i possibilitat d'incorporar-ne de nous)
- Servei d'actualització automàtica
- Grups - possibilitat d'afegir i obrir diverses adreces d'interès juntes
- Àlies per a URL - permet d'obrir URL llargs escrivint tan sols una paraula
- Simple collector - una petita utilitat semblant al Bloc de notes que permet d'escriure text, portar-lo a les pàgines web, etc.
- Serveis web integrats - per defecte inclou traductors, accés a la memòria cau del Google, Whois i proxies web anònims. L'usuari hi pot afegir altres serveis.

### De la versió 2.0
- Nou aspecte
- Noves opcions de personalització
- Nous icones per defecte
- Suport de multiusuari
- Blocador de contingut
- Estabilitat i rendiment millorats
- Maxthon Smart Accelerator
- Magic Fill
- Validador d'enllaços
- Millora del suport a favicons
- Millora de la cerca a les adreces d'interès
- Gestor de feeds i adreces d'interès
- Sincronització en línia de feeds i adreces d'interès
- Eina de cerca a les pàgines
- Instal·lador de connectors
- Actualització dels connectors i temes
- Gestor de pestanyes
- Mode frameless
- Nova interfície de configuració

Vegeu tots els canvis Arxivat 2007-10-12 a Wayback Machine. de la versió 2.0